# William Sportisse
William Sportisse (وليام سبورتيس) est un militant communiste et indépendantiste algérien, né en décembre 1923 à Constantine (département de Constantine, Algérie française) et connu pour son engagement dans la lutte pour l'indépendance de l'Algérie et son rôle au sein du Parti communiste algérien. Il est le doyen des communistes algériens.

## Biographie
À Constantine, la famille Sportisse réside dans le vieux quartier du Rocher, un quartier peu fréquenté par les « Pieds-noirs ».
Le père, Simah, est d’origine juive andalouse, tandis que la mère, Sarah (née Guedj), est d’origine juive berbère des Aurès. madame Sportisse maîtrise aussi bien le berbère que l'arabe.
À la maison, on parle l'arabe et le français. Madame Sportisse n'apprend à lire un peu le français que tardivement, à travers la presse. Le père, d’abord marchand de cuir puis comptable, tient ses comptes dans les deux langues. Très religieux, il se rend régulièrement à la synagogue, mais fait preuve d’ouverture et de tolérance face à l'engagement politique de ses fils.
Il grandit dans le quartier populaire du Camp des Oliviers — connu également sous le nom de Jennan El Zeitoun —  où vivent des populations algériennes aussi bien juives que musulmanes. il est très jeune lorsqu'il embrasse la cause d'une Algérie décolonisée et socialiste, s'engageant résolument dans ce combat. William est le frère cadet de Lucien Sportisse, également militant communiste, assassiné par la Gestapo à Lyon en 1944. Dès son jeune âge, il s'engage dans des activités politiques et rejoint le mouvement communiste. William a également un lien familial avec Alice Sportisse, épouse de Lucien, qui a été députée communiste du département d'Oran de 1945 à 1955.

## Engagement politique
William Sportisse devient un membre actif du Parti communiste algérien (PCA), où il occupe divers postes à responsabilité. Il est membre du comité central du PCA et joue un rôle clé dans l'organisation des activités du parti, notamment pendant la guerre d'indépendance algérienne.
Au cours de la guerre d'indépendance, William Sportisse participe à des actions clandestines contre le colonialisme français. Il coordonne les réseaux du PCA et contribue à la diffusion de la propagande en faveur de l'indépendance. Il anime une émission à Radio Budapeste dans laquelle il annonce le premier novembre[Quoi ?] et fait part des revendications du FLN. William Sportisse est arrêté par les autorités françaises, placé en détention victime d'actes de torture. Malgré ces épreuves, il reste engagé dans sa lutte pour l'indépendance de l'Algérie. Après l'indépendance, en 1962, il témoigne de son expérience à travers des publications. Son livre Le camp des oliviers, réalisé avec Pierre-Jean Le Foll-Luciani retrace son parcours militant et aborde des aspects méconnus de l'histoire sociale et politique algérienne.
Après l'indépendance, William Sportisse devient citoyen algérien. Il épouse la militante algérienne Gilberte Chemouilli. Cependant,  à partir de 1965, il fait face à la répression politique du régime en place et subit des détentions. Dans les années 1990, en raison de l'instabilité politique en Algérie, il est contraint à l'exil en France. Aujourd'hui il vit à Villejuif en région Parisienne.